# Doutor em Direito

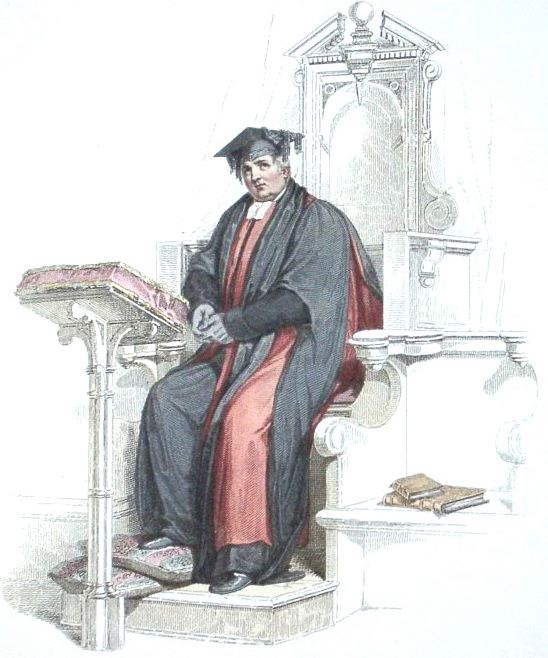
Doutor em Direito ou Doutor em Ciências Jurídicas

Doutor em Direito ou Doutor em Ciências Jurídicas (em latim: Juris Doctor) é uma diplomação do direito. Sua aplicação varia de país para país.